# Пистроок
Пистроо́к (болг. Пъстроок) — село в Хасковській області Болгарії. Входить до складу общини Івайловград.

## Населення
За даними перепису населення 2011 року у селі проживали 16 осіб.
Розподіл населення за віком у 2011 році:
Динаміка населення: